# Антипапа Бенедикт XIII
Педро Мартинез де Луна Перез де Готор (Илуеца, 25. новембар 1328 — Пенискола, 23. мај 1423), познат као ел Папа Луна (дословно „Месечев папа“) или папа Луна, био је арагонски племић који је управљао црквом као антипапа Бенедикт XIII током Западне шизме. 

## Рани живот
Педро је рођен у Илуеци у Краљевини Арагон (данашња Шпанија) 1328. године. Припадао је породици Луна, која је била део арагонског племства. Студирао је права на Универзитету у Монпељеу, где је докторирао и касније предавао канонско право. Његово познавање канонског права, племенито порекло и строг начин живота донели су му симпатије папе Гргура XI, који га је поставио за кардинала-ђакона Санта Марије у Космедину 20. децембра 1375. године. 

## Западна шизма
Године 1377. Педро се са осталим кардиналима вратио у Рим са папом Гргуром, који је одлучио да напусти свој двор у Авињону. Након Гргурове смрти (27. марта 1378.) грађани Рима плашили су се да ће кардинали изабрати француског папу, те столицу вратити у Авињон. Због тога су се побунили, опсели кардинале и присилили их да изаберу италијанског папу. Конклава од 9. априла прописно је изабрала Бартоломеа Прињана, архиепископа Барија, као Урбана VI. Показало се да је нови папа непријатељски расположен према кардиналима. Због тога се део њих поново састао у Фрондију и прогласило ранији избор под присилом неважећим. Роберт од Женеве изабран је за папу Клемента VII, те је прогласио повратак столице у Авињон. 
Клемент је послао Педра као свог легата у Шпанију, како би краљевине Кастиљу, Арагон, Навару и Португалију придобио на своју страну. Захваљујући Педровим породичним везама, Клементов утицај у Арагону био је веома велики. Године 1393. Клемент је именовао Педра за легата у Француској, Брабанту, Фландрији, Шкотској, Енглеској и Ирској. Педро је углавном боравио у Паризу, али своје активности није ограничио само на земље које су признавале авињонског папу. После Клементове смрти 16. септембра 1394. године кардинали су се састали у Авињону. Конклаву је чинило 11 француских кардинала, осморица Италијана, четворица Шпанаца и један из Савоје. Сви су изразили жељу за уједињењем. Кардинали су потом изабрали Педра за новог папу, под условом да он ради на сузбијању раскола. Требало је да поднесе оставку кад год то учини римски папа или колегијум кардинала то захтева. 
Након смрти Урбана 1389. године, римски кардиналски колегијум изабрао је Бонифација IX за новог папу. На почетку Бенедиктовог понтификата за папу су га признали Француска, Шкотска, Сицилија, Кастиља, Арагон и Навара. Године 1396. послао је Санчеза Муњоза, једног од најоданијих чланова авињонске курије, за легата код епископа Валенсије, како би ојачао подршку авињонском папству. 

## Авињонски папа
Краљевина Француска је 1398. године повукла признање авињонског папства. Бенедикта су напустили седамнаесторица кардинала, а само петорица су му остала верна. Бенедиктов разлог за наставак ривалитета била је чињеница да је он био последњи живи кардинал кога је именовао папа Гргур XI, последњи папа уједињеног западног света. Као једини неупитни кардинал, Бенедикт је тврдио да по канонском праву једини је квалификован за папску функцију. Сабор у Констанци није прихватио његову логику. 
Војска коју је предводио Жофроа Бусико, брат Жана Бусикоа, заузела је Авињон и започела петогодишњу опсаду папског двора. Она се завршила када је Бенедикт успео да 12. марта 1403. године побегне из Авињона. Потражио је заштиту анжујског војводе Луја II. Авињон му се убрзо поново потчинио, а његови кардинали такође су га прихватили. Пошто је поново имао подршку народа, за легитимног папу признале су га Француска, Шкотска, Кастиља и Сицилија. 
Након смрти римског папе Иноћентија VII (1406), новоизабрани римски папа Гргур XII отпочео је са преговорима са Бенедиктом, сугеришући да би обојица требала поднети оставке како би могао бити изабран нови папа уједињене Римокатоличке цркве. Разговори су 1408. године дошли у ћорсокак. Француски краљ Шарл VI је изјавио да је његово краљевство неутрално према обојици папа. Он је помогао да се 1409. године организује сабор у Пизи. Овај сабор требао је да обезбеди оставке обојице папа, како би се изабрао нови - општепризнати. Како би се томе супротставио, Бенедикт је организовао сабор у Перпињану, али са слабим успхом. И Бенедикт и Гргур су одбили да абдицирају, па је у Пизи предложен трећи кандидат: Петар Филарги, који је понео име Александар V. 
Да би ојачао подршку својој страни, Бенедикт је покренуо једногодишњу Расправу у Тортоси 1413. године, која је постала једна од најистакнутијих хришћанско-јеврејских расправи у средњем веку. Две године касније антипапа је издао булу "Etsi doctoribus gentium" која је постала једна од најкомплетнијих средњовековних збирки антијеврејских закона. Синагоге су затваране, јеврејским златарима је забрањено да производе хришћанске свете сасуде, као што су путири или распећа, а јеврејским књиговесцима било је забрањено да повезују књиге које су садржале име Исуса Христа или Марије. Те законе укинуо је папа Мартин V, након што је примио јеврејску делегацију која је дошла са синода у Форлију (1418). 

## Сабор у Констанцу
На сабору одржаном 1415. године у Констанци окончана је Западна шизма. Римски папа Гргур прихватио је да поднесе оставку. Балтазар Коса, који је наследио Филагрија на месту пизанског папе 1410. године (касније поневши име Јован XXIII) покушао је да побегне, те је свргнут у одсуству, а по повратку му је организовано суђење. Бенедикт је одбио да се повуче са положаја. 
Напослетку је цар Жигмунд Луксембуршки одржао савет у Перпињану, како би убедио Бенедикта да поднесе оставку и тиме оконча раскол. Дана 20. септембра 1415. године цар се састао са Бенедиктом у Палати краљева Мајорке у пратњи краља Фердинанда I од Арагона, делегата грофова Фоа, Провансе, Савоје и Лорене, амбасадора краљева Француске, Енглеске, Угарске, Кастиље и Наваре. Бенедикт је поново одбио да поднесе оставку, сукобивши се са царем, који је напустио Перпињан 5. новембра.
Због Бенедиктове тврдоглавости, сабор у Констанци је 27. јула 1417. године донео одлуку којом је он проглашен расколником и екскомунициран из Римокатоличке цркве, а 11. новембра је изабран нови папа - Мартин V. Бенедикт, који је од 1410. године живео у Перпињану, сада је побегао у замак Пенискола близу Тортосе (Краљевина Арагон). И даље је себе сматрао легитимним папом. Једино је Арагон признавао такав његов положај, где је нашао заштиту краља Алфонса V. У Пенисколи је Бенедикт живео од 1417. године до своје смрти 23. маја 1423. године. 

## Наслеђе
Непосредно пред смрт, Бенедикт је именовао четворицу кардинала доказане лојалности који су требали изабрати његовог наследника и тако обезбедити опстанак авињонских папа. Тројица од ових кардинала састала су се 10. јуна 1423. године и изабрали Санчеза Муњоза за новог папу. Он је понео име Климент VIII. Климент се одржао до 1429. године када је, након споразума Рима и Арагона, абдицирао у корист Мартина, тиме прекинувши грану авињонских папа. Заузврат је постављен за епископа Мајорке. 

## Сахрана
Бенедикт је сахрањен у замку Пенискола. Његово тело је касније премештено у родну Илуеку. Током Рата за шпанско наслеђе његови посмртни остаци су уништени. Спашена је само његова лобања, која се чувала у палати грофова од Аргиља у Сабињану. Априла 2000. године је украдена из данас порушене палате. Лопови су послали анонимно писмо градоначелнику Илуеке тражећи милион шпанских пезета. Шпанска цивилна гарда утврдила је да су лопови двојица браће који су у новембру 2006. године осуђени на шест месеци затвора, што је касније замењено казном од 2190 евра. Лобања је пронађена септембра 2000. године. Након антрополошког истраживања смештена је у Музеј Сарагосе где је и данас изложена.
Удружење "Пријатеља папе Луне" је 21. децембра 2018. године поднело Конгрегацији за доктрину вере петицију да се Бенедикт призна за легитимног папу. 